# برنارد سومنر
برنارد سومنر (بالإنجليزية: Bernard Sumner)‏ هو عازف قيثارة ومغني ومغن مؤلف وشاعر بريطاني، ولد في 4 يناير 1956 في سالفورد في المملكة المتحدة.

## وصلات خارجية
- برنارد سومنر على موقع IMDb (الإنجليزية)
- برنارد سومنر على موقع الموسوعة البريطانية (الإنجليزية)
- برنارد سومنر على موقع ميوزك برينز (الإنجليزية)
- برنارد سومنر على موقع قاعدة بيانات برودواي على الإنترنت (الإنجليزية)
- برنارد سومنر على موقع إن إن دي بي (الإنجليزية)
- برنارد سومنر على موقع أول ميوزيك (الإنجليزية)
- برنارد سومنر على موقع ديسكوغز (الإنجليزية)
- برنارد سومنر على موقع ديسكوغز (الإنجليزية)
- برنارد سومنر على موقع ديسكوغز (الإنجليزية)
- برنارد سومنر على موقع قاعدة بيانات الفيلم (الإنجليزية)